# Суперкубок Кипра по волейболу среди мужчин
Мужской суперкубок Кипра по волейболу — ежегодное соревнование двух волейбольных клубов Кипра, один из которых чемпион страны, а другой — обладатель Кубка (серебряный призёр чемпионата или финалист Кубка, если чемпион также выиграл и Кубок). Впервые разыгран в 1993 году. Проводится в сентябре или октябре.

## Результаты
| Год  | Чемпион          | 2-е место        | Счёт |
| ---- | ---------------- | ---------------- | ---- |
| 1993 | «Анортосис»      | «Неа Саламина»   | 3:0  |
| 1994 | «Анортосис»      | «Неа Саламина»   | 3:1  |
| 1995 | «Анортосис»      | «Омония» Никосия | 3:0  |
| 1996 | «Анортосис»      | АПОЭЛ Никосия    | 3:1  |
| 1997 | «Пафиакос»       | «Анортосис»      | 3:0  |
| 1998 | «Неа Саламина»   | «Анортосис»      | 3:2  |
| 1999 | «Неа Саламина»   | «Омония» Никосия | 3:0  |
| 2000 | «Неа Саламина»   | «Пафиакос»       | 3:0  |
| 2001 | «Неа Саламина»   | «Анортосис»      | 3:2  |
| 2002 | «Неа Саламина»   | «Дионисос» Пафос | 3:1  |
| 2003 | «Неа Саламина»   | АПОЭЛ Никосия    | 3:0  |
| 2004 | «Анортосис»      | «Пафиакос»       | 3:1  |
| 2005 | «Анортосис»      | «Неа Саламина»   | 3:1  |
| 2006 | «Пафиакос»       | «Омония» Никосия | 3:0  |
| 2007 | «Дионисос» Пафос | «Анортосис»      | 3:1  |
| 2008 | «Пафиакос»       | «Анортосис»      | 3:0  |
| 2009 | «Анортосис»      | «Омония» Никосия | 3:2  |
| 2010 | АЭК Каравас      | «Анортосис»      | 3:1  |
| 2011 | «Неа Саламина»   | «Анортосис»      | 3:0  |

## Титулы
| Клуб                     | Победы |
| «Анортосис» Фамагуста    | 7      |
| «Неа Саламина» Фамагуста | 7      |
| «Пафиакос» Пафос         | 3      |
| АЭК Каравас              | 1      |
| «Дионисос» Пафос         | 1      |